# Sarcozygium kaschgaricum
Sarcozygium kaschgaricum là một loài thực vật có hoa trong họ Zygophyllaceae. Loài này được (Boriss.) Y.X. Liou miêu tả khoa học đầu tiên năm 1998.